# Erik Boström
Erik Boström (n. 23 august 1869, Stockholm, Suedia-Norvegia – d. 13 iunie 1932, Lissma⁠(d), Comuna Huddinge, Comitatul Stockholm, Suedia) a fost un trăgător de tir ce a reprezentat Suedia, medaliat olimpic. A participat la o ediție a Jocurilor Olimpice (1912) în care a câștigat o medalie de argint.

## Participări
Lista de mai jos prezintă principalele competiții la care a participat Erik Boström de-a lungul carierei.
- shooting at the 1912 Summer Olympics – men's 50 metre team free pistol[*]